# Franz Schäfer (Jurist)
Franz Schäfer (* 1879 in Fredeburg (bei Schmallenberg); † 28. April 1958 in Saarbrücken) war ein deutscher Jurist.

## Leben
Der Sohn eines Landwirts und Schuhmachers wurde in Fredeburg im Sauerland geboren. Franz Schäfer besuchte zunächst die Grundschule und Rektoratsschule in Fredeburg. Anschließend wechselte er zum Gymnasium Marianum nach Warburg. Zwischenzeitlich starb im Jahr 1898 sein Vater. Nach dem Studium der Rechtswissenschaften in München, Freiburg im Breisgau, Berlin und Marburg legte er 1902 in Kassel das erste Staatsexamen und 1907 in Berlin das zweite Staatsexamen ab. Schäfer promovierte in Freiburg zum Doktor der Rechtswissenschaften.
Am Landgericht Saarbrücken war er ab 1909 als Landgerichtsrat, ab 1922 als Landgerichtsdirektor und von 1927 bis 1937 als Präsident tätig. Am 1. August 1937 wurde Schäfer, der dem Nationalsozialistischen Rechtswahrerbund und der Nationalsozialistischen Volkswohlfahrt angehörte, zum Reichsgerichtsrat ernannt. Seine Tätigkeit als Richter am Reichsgericht übte er bis zum Kriegsende aus.
Im französisch besetzten Saarland arbeitete Schäfer nach dem Krieg in der Justizabteilung des Regierungspräsidiums. Er stieg dort bis zum Präsidialdirektor auf. Im Oktober 1946 wurde er Richter am neuen Oberlandesgericht in Saarbrücken.  Zwei Jahre später ging er mit 68 Jahren in den Ruhestand. Als außerordentlicher Professor für bürgerliches Recht unterrichtete er anschließend bis 1952 an der neu gegründeten Universität des Saarlandes.

## Werke
- Die Einwirkung der nachfolgenden Unmöglichkeit der Leistung auf Schuldverhältnisse aus gegenseitigen Verträgen, Dissertation, 1902, Freiburg